# Sol (astronomia)
Il termine Sol è utilizzato dagli astronomi per indicare la durata del giorno solare medio sul pianeta Marte. In particolare, è utilizzato dalle sonde atterrate sul pianeta per contare i giorni trascorsi dall'inizio della loro missione.
Il giorno marziano ha infatti una durata di poco differente da quello terrestre, ma questa piccola differenza basta per renderlo misurabile dai normali orologi e calendari terrestri. Così, mentre sulla Terra per la misurazione delle ore durante una missione si usa il giorno solare terrestre (86164,0905s), per la durata delle missioni marziane si usa il Sol (88775,244s). Per alcune missioni spaziali si è deciso di fissare il giorno di arrivo sul pianeta come Sol 0 (Viking, MSL, InSight), per altre si è deciso di chiamarlo Sol 1 (Pathfinder, Spirit), ma tale giorno si suppone in ogni caso iniziato alla mezzanotte locale precedente all'atterraggio della missione.
Ad esempio, la sonda Spirit è atterrata alle 04:35 GMT del 4 gennaio 2004 nel cratere Gusev, dove era una certa ora del giorno marziano: il Sol 1 è dunque iniziato alla mezzanotte di quel giorno marziano.

## Durata

Su Marte, la distanza tra gli istanti 1 e 2 rappresenta la lunghezza di un giorno siderale. La distanza tra gli istanti 1 e 3 rappresenta la lunghezza di un giorno solare o Sol.

Sol viene utilizzato per indicare la durata del giorno solare marziano, cioè la durata del ciclo giorno-notte (24 ore 39 minuti e 35,244 secondi, contro le 23 ore 56 minuti e 4 secondi terrestri).
Non va confuso con il giorno siderale marziano, cioè il periodo di rotazione del pianeta in riferimento alle stelle fisse, che vale invece 24 ore 37 minuti e 22,66 secondi (contro le 23 ore 56 minuti e 4,0905 secondi terrestri).
Il giorno solare ha una durata leggermente più lunga di quello siderale a causa dell'orbita del pianeta attorno al Sole, che implica una leggera rotazione extra sul proprio asse per raggiungere nuovamente la stessa posizione rispetto al Sole.

## Conversione
La data giuliana, non essendo altro che un conteggio dei giorni passati a partire da una data predefinita, rende poi possibile calcolare l'equivalente data marziana di una certa data terrestre, seguendo questa procedura:
- convertire data/ora terrestre in data/ora terrestre di Greenwich (GMT) o tempo coordinato universale (UTC);
- convertire questo valore in data giuliana;
- convertire in data giuliana modificata, sottraendo 2.400.000,5;
- dividere per 1,02749125 (giorni terrestri necessari a fare un giorno marziano) per ottenere l'equivalente data marziana.

Sottraendo a questo numero la data di riferimento di una missione (la data marziana all'inizio del Sol di arrivo) è poi possibile ottenere i Sol, le ore e i minuti trascorsi dal suo inizio:
- la parte intera del numero ottenuto è il numero di Sol trascorsi.
- moltiplicando la parte decimale per 24 si ottiene un numero, la cui parte intera è l'ora del Sol; moltiplicando la parte decimale di quest'ultimo numero per 60 si ottengono i minuti.

### Esempio
Supponiamo di voler convertire la data 2 gennaio 2004 12:56:35 GMT/UTC, equivalente alla data giuliana 2.453.007,03935 JD, equivalente alla data giuliana modificata (ottenuta sottraendo 2.400.000,5 alla data giuliana) 53.006,53935 MJD. Poiché 1 giorno terrestre (g) = 86.400 secondi e un giorno marziano (sol) = 87.755,244 secondi, un giorno marziano corrisponde a 1,02749125 giorni terrestri: per ottenere la data marziana, è quindi necessario dividere il valore della data terrestre per 1,02749125. Quindi la data 53.006,53935 terrestre corrisponde alla data marziana 53.006,53935 / 1,02749125 = 51.588,31217.
Questo era quindi il valore della data giuliana modificata su Marte, ovvero il tempo trascorso dalla mezzanotte del 18 novembre 1858, quando sulla Terra era il 2 gennaio 2004 12:56:35 GMT.